# Condizioni al contorno di Robin
In matematica, le condizioni al contorno di Robin, o condizioni al contorno del terzo tipo, sono un tipo di condizioni al contorno che prendono nome da Victor Gustave Robin (1855 – 1897). Quando esse vengono imposte su un'equazione differenziale ordinaria o alle derivate parziali, sono costituite da una combinazione lineare dei valori di una funzione e dei valori della sua derivata sul contorno del dominio.

## Definizione
Le condizioni al contorno di Robin sono una combinazione ponderata di condizioni al contorno di Dirichlet e condizioni al contorno di Neumann. Sono dunque diverse dalle condizioni al contorno miste, costituite da condizioni al contorno diverse per differenti sottoinsiemi della frontiera. Le condizioni al contorno di Robin sono anche chiamate condizioni al contorno di impedenza, dalla loro applicazione in problemi elettromagnetici, o condizioni al contorno convettive, dalla loro applicazione in problemi di trasferimento di calore (Hahn, 2012).
Se Ω è il dominio su cui deve essere risolta l'equazione data e ∂Ω indica la sua frontiera, la condizione al contorno di Robin è:
{\displaystyle au+b{\frac {\partial u}{\partial n}}=g\qquad {\text{su }}\partial \Omega }
per due costanti date non nulle a e b e una funzione data g definita su ∂Ω. Qui, u è la soluzione, non nota, definita su Ω e ∂u/∂n denota la sua derivata normale al confine. Più in generale, a e b possono essere funzioni date, oltre che costanti.
Se ad esempio in una dimensione Ω = [0,1], la frontiera è ∂Ω = {0,1}, e la condizione al contorno di Robin diventa la coppia di condizioni:
{\displaystyle {\begin{aligned}au(0)-bu'(0)&=g(0)\\au(1)+bu'(1)&=g(1)\end{aligned}}}
Si noti il cambio di segno davanti al termine che coinvolge una derivata: questo perché la normale a [0,1] a 0 punta in direzione negativa, mentre a 1 punta in direzione positiva.

## Applicazioni
Le condizioni al contorno di Robin sono comunemente utilizzate per risolvere i problemi di Sturm – Liouville che compaiono in molti contesti scientifici e ingegneristici.
Inoltre, la condizione al contorno di Robin è una forma generale della condizione al contorno isolante per le equazioni di convezione-diffusione . Qui, i flussi convettivi e diffusivi hanno somma zero al contorno:
{\displaystyle u_{x}(0)\,c(0)-D{\frac {\partial c(0)}{\partial x}}=0}
dove D è la costante diffusiva, u è la velocità convettiva al confine e c è la concentrazione. Il secondo termine risulta dalla legge di diffusione di Fick.